# Darius Robinson (giocatore di football americano 1991)
Darius Robinson, conosciuto anche come Darius Saint-Robinson (College Park, 17 novembre 1991), è un ex giocatore di football americano statunitense che ha giocato nel ruolo di defensive back.
Dopo aver giocato per la squadra universitaria dei Clemson Tigers, ha firmato in seguito con i Buffalo Bills, ma un infortunio prima dell'inizio della stagione 2014 ha portato al suo taglio dal roster. Si è ritirato dal mondo del football fino al 2018, quando ha firmato con i tedeschi New Yorker Lions; successivamente ha giocato con gli austriaci Tirol Raiders e con gli spagnoli Las Rozas Black Demons, per passare in seguito alla squadra professionistica polacca dei Panthers Wrocław; nel 2023 e nel 2024 ha giocato nei Munich Ravens.

## Palmarès
- 1 Central European Football League (2019)
- 1 BIG6 European Football League (2018)
- 1 Austrian Football League (2019)